# Andrei Lwowitsch Kursanow
Andrei Lwowitsch Kursanow, russisch Андрей Львович Курсанов, englische Transkription Andrey Kursanov, (* 8. November 1902 in Moskau; † 20. September 1999 ebenda) war ein russischer Botaniker (Pflanzenphysiologie) und Biochemiker.
Kursanow studierte an der Lomonossow-Universität mit dem Abschluss 1926. Er leitete 1935 bis 1953 das Enzymlabor des Instituts für Biochemie der Sowjetischen Akademie der Wissenschaften. 1940 habilitierte er (russischer Doktortitel) und 1944 wurde er Professor an der Lomonossow-Universität. Er leitete 1952 bis 1988 das Institut für Pflanzenphysiologie (Timirjasew-Institut) der Sowjetischen Akademie der Wissenschaften. 1984 bis 1988 leitete er die Abteilung Pflanzenphysiologie der Lomonossow-Universität.
Er untersuchte den Transport von Nährstoffen in der Pflanze sowohl in die Zelle und zwischen Zellen als auch über längere Strecken und die Rolle von Enzymen in Pflanzenzellen. Er untersuchte die Aufnahme von Stickstoff, Phosphor und Kalium in Wurzelzellen. Mit Alexander Oparin untersuchte er Tannine in Tee und anderen Pflanzen und mit Michail Saprometow fand er, dass Catechine im Tee die Wände der Blutgefäße stärken.
Er war Ehrenmitglied der Deutschen Botanischen Gesellschaft (DBG). Er war Mitglied der Russischen Akademie der Wissenschaften (korrespondierendes Mitglied 1946, volles Mitglied 1953), und 1957 bis 1963 in deren Präsidium, Mitglied der Polnischen Akademie der Wissenschaften und der American Academy of Arts and Sciences (1962). Er erhielt viermal den Leninorden, war Held der sozialistischen Arbeit (1969), erhielt zweimal den Orden des Roten Banners der Arbeit, 1982 den Orden der Oktoberrevolution und erhielt 1983 die Lomonossow-Goldmedaille. Er war mehrfacher Ehrendoktor. 1985 wurde er Mitglied der Akademie für Agrarwissenschaften. 1955 wurde er Mitglied der Leopoldina.
Im Jahre 1952 gründete er die Zeitschrift Fisiologija rastenii (Pflanzenphysiologie) und war lange dessen Herausgeber.